# Orthostichopsis subimbricata
Orthostichopsis subimbricata är en bladmossart som beskrevs av Brotherus 1906. Orthostichopsis subimbricata ingår i släktet Orthostichopsis och familjen Pterobryaceae. Inga underarter finns listade i Catalogue of Life.